# Cardiodontulus
Cardiodontulus là một chi bọ cánh cứng trong họ 
Elateridae.
Chi này được miêu tả khoa học năm 1963 bởi Van Zwaluwenburg.

## Các loài
Chi này có các loài:
- Cardiodontulus brandti Van Zwaluwenburg, 1963